# Limentinus cambouei
Limentinus cambouei är en insektsart som beskrevs av Victor Antoine Signoret 1886. Limentinus cambouei ingår i släktet Limentinus och familjen dvärgstritar. Inga underarter finns listade i Catalogue of Life.